# باول بيرد (لاعب كرة قاعدة)
باول بيرد (بالإنجليزية: Paul Byrd) هو لاعب كرة قاعدة أمريكي، ولد في 3 ديسمبر 1970 في لويفيل في الولايات المتحدة.

## وصلات خارجية
- باول بيرد على موقع دوري كرة القاعدة الرئيسي (الإنجليزية)
- باول بيرد على موقعبيزبول رفرنس.كوم (الدوري الرئيسي) (الإنجليزية)
- باول بيرد على موقعبيزبول رفرنس.كوم (الدوري الثانوي) (الإنجليزية)
- باول بيرد على موقع إي إس بي إن.كوم (أم.أل.بي) (الإنجليزية)
- باول بيرد على موقع مشجعي الرسوم البيانية (الإنجليزية)